# Perron

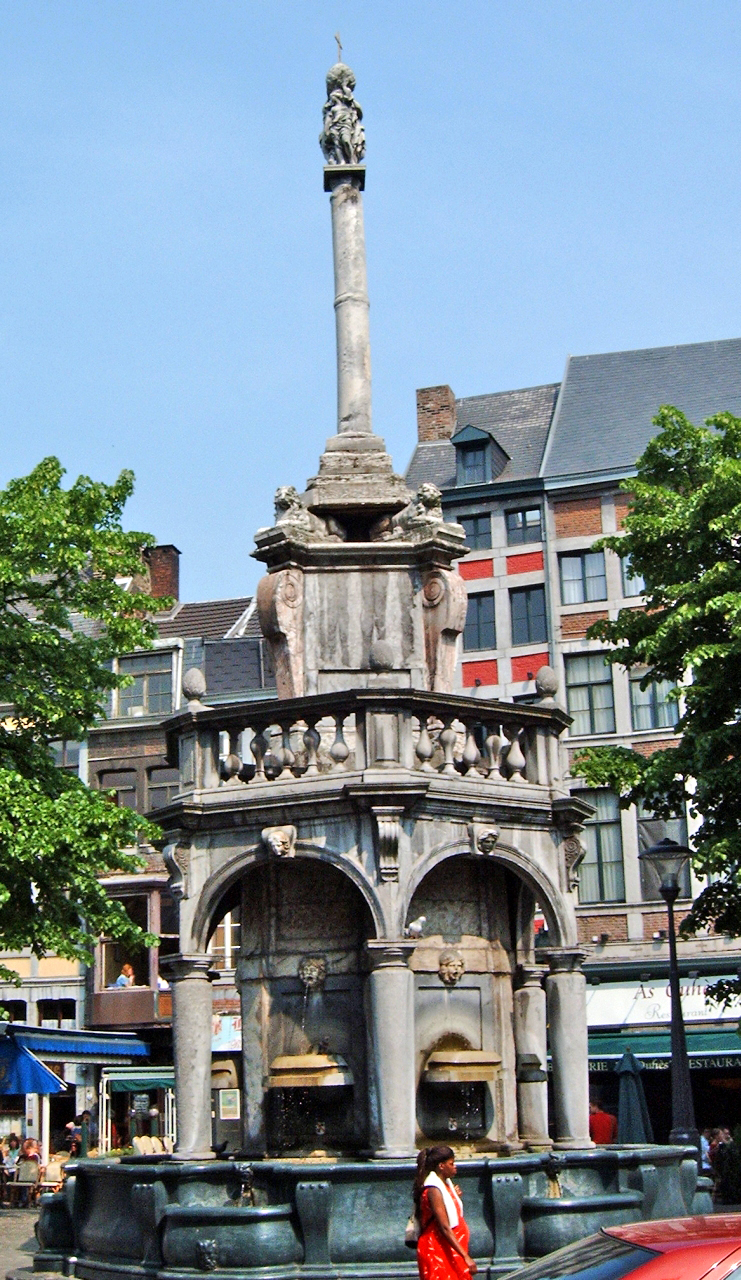
El perron de Lieja damunt una font. A sobre hi ha un estàtua de les tres gràcies per Jean Del Cour

Un perron, en való pèron o neerlandès piroen és una escalinata de tres esglaons, amb un costell al centre, coronada d'un globus imperial.

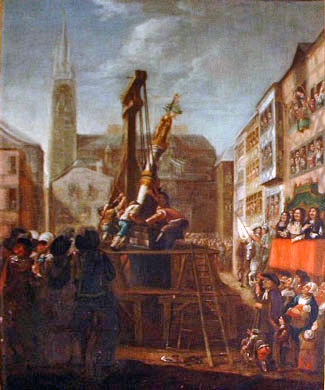
Reconstrucció del perron el 10 de juliol de 1478

És el símbol de la justícia i de la llibertat del principat de Lieja, tot i que se'n troben monuments semblants fora del principat. El perron de Lieja és el més conegut. Hi ha diverses teories sobre el significat d'aquest monument. La part superior te forma de costell, que en ser el pal al qual s'executaven els castigs o proclamaven les condemnes, va evolucionar com un símbol del dret d'administrar justícia del sobirà. Ja es troben «perrons» a monedes romanes d'Orient. 

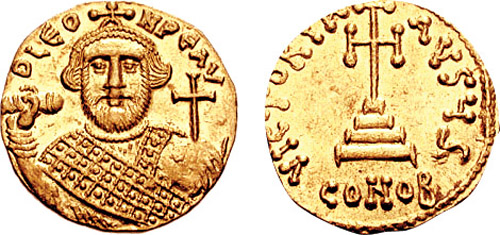
Moneda de l'emperador romà d'Orient Lleonci (705) amb perron

Les primeres monedes liegeses amb el signe emblemàtic es troben al segle xii durant el regnat del príncep-bisbe Enric II de Leez. Des del segle xiv es va integrar a l'escut de la ciutat de Lieja i d'altres bones viles. L'any 1467, Carles I de Borgonya, dit el Temerari, va conquerir i incendiar la capital del principat. En comprendre el valor simbòlic del perron per a la gent de Lieja, va desmuntar-lo i el va reconstruir a Bruges. Després de la seva mort, sa filla Maria de Borgonya va restituir el monument a Lieja el 1478.
Tret del perron famós de Lieja, n'hi ha també a les «bones viles» de Huy, Herve, Verviers, Sart (part del municipi de Jalhay), Stavelot, Theux, Visé, Bilzen, Hasselt, Tongeren, Borgloon, Sint-Truiden, Maastricht, Stokkem i Bree.

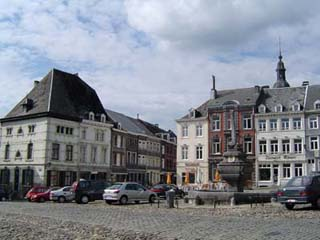
El perron de Stavelot
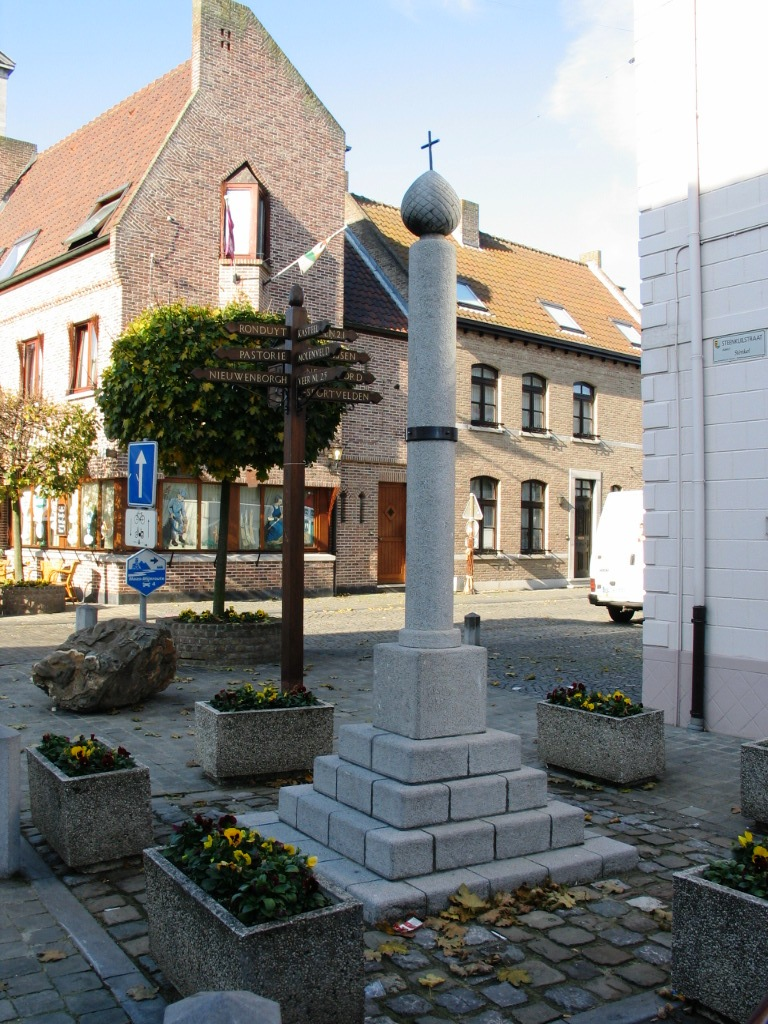
El perron de la bona vila de Stokkem
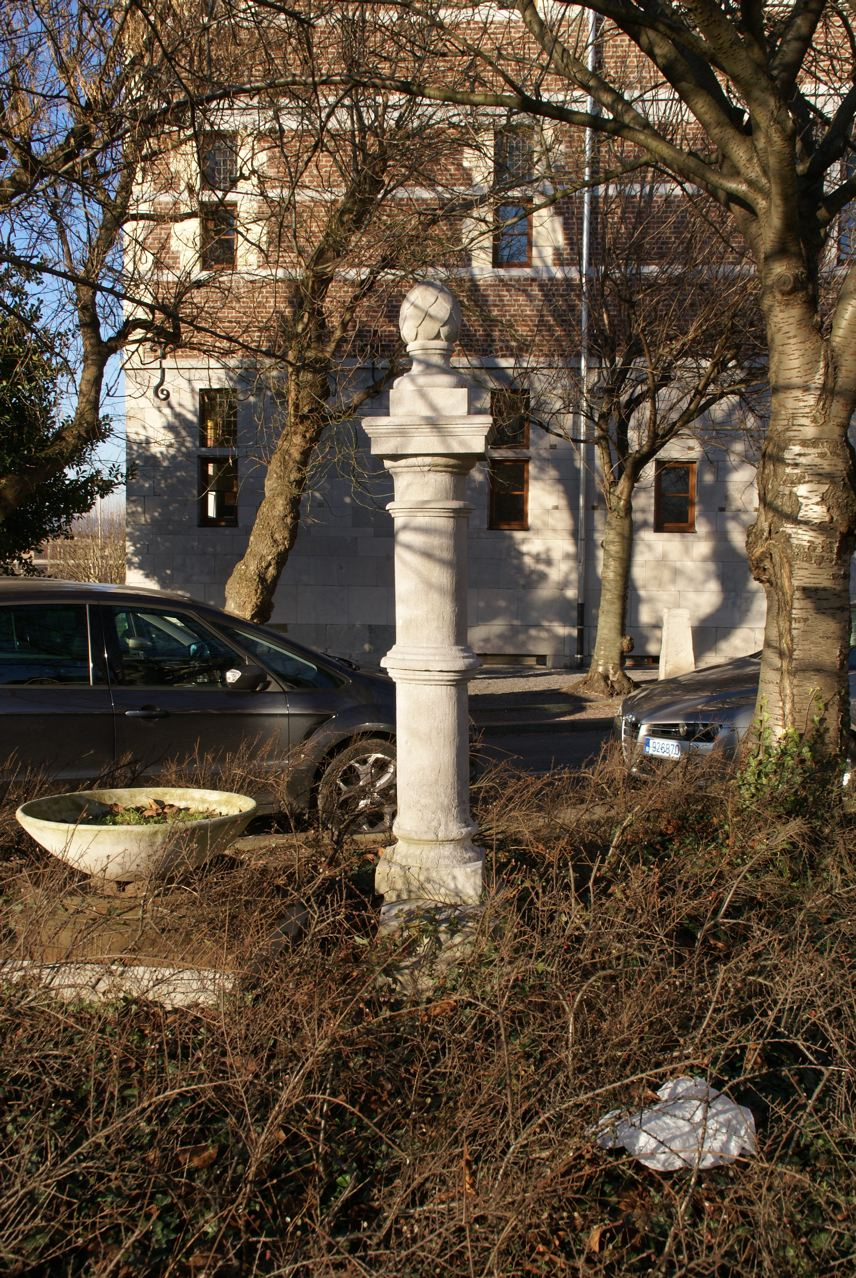
El perron de Visé prop de la casa de la vila
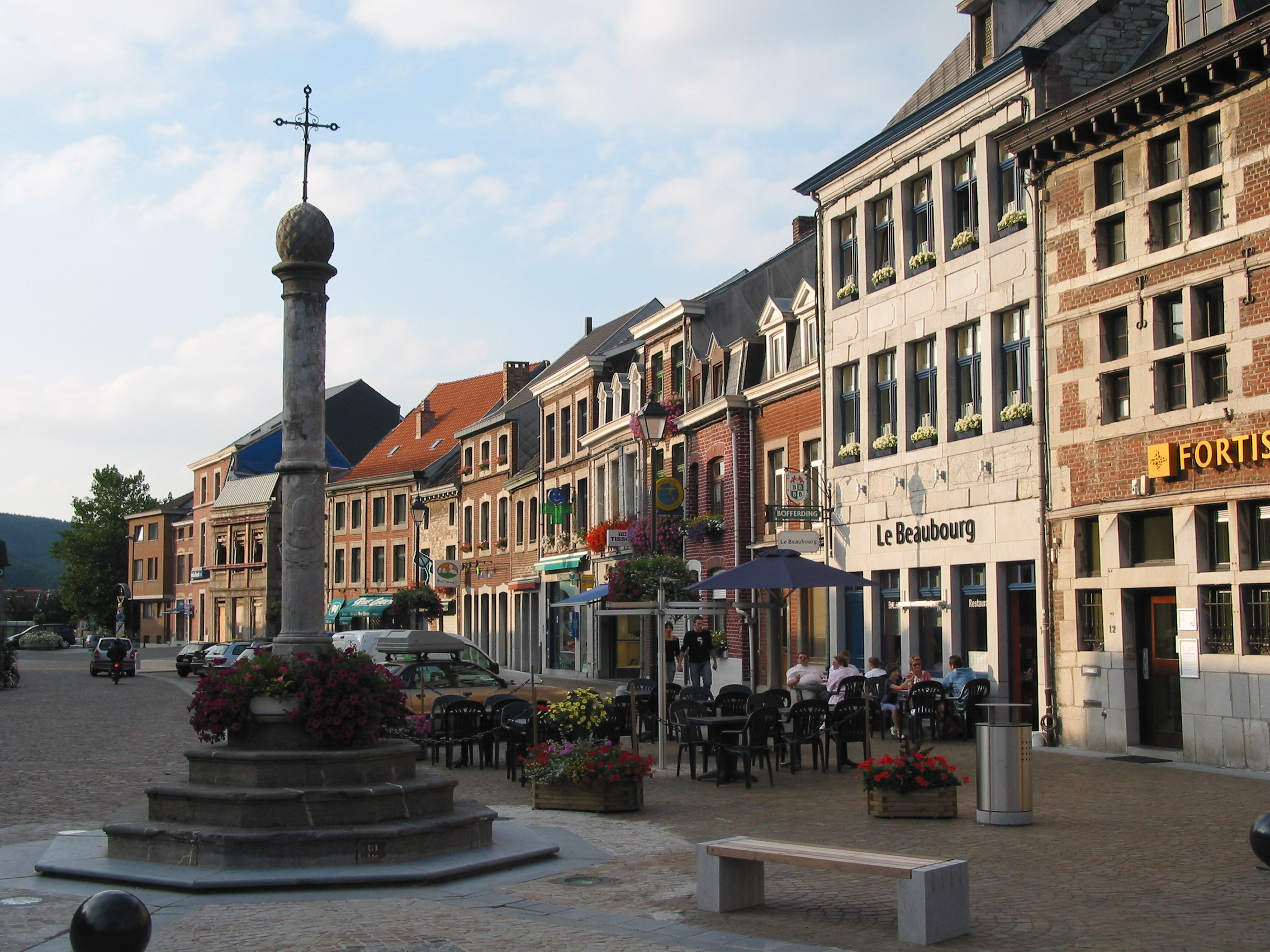
Perron de Theux
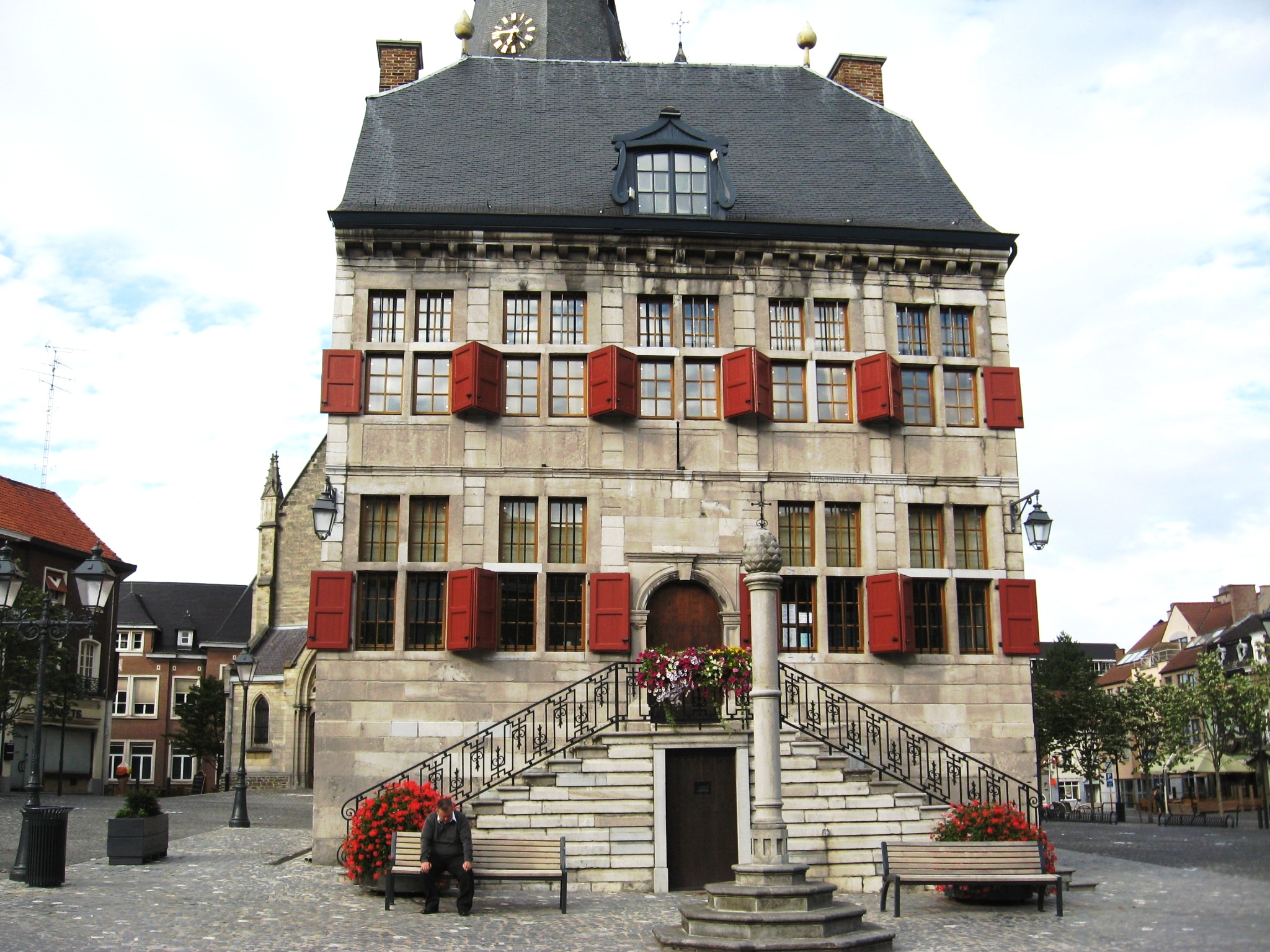
Bilzen: Casa de la vila i perron
Escut de Lieja amb el perron
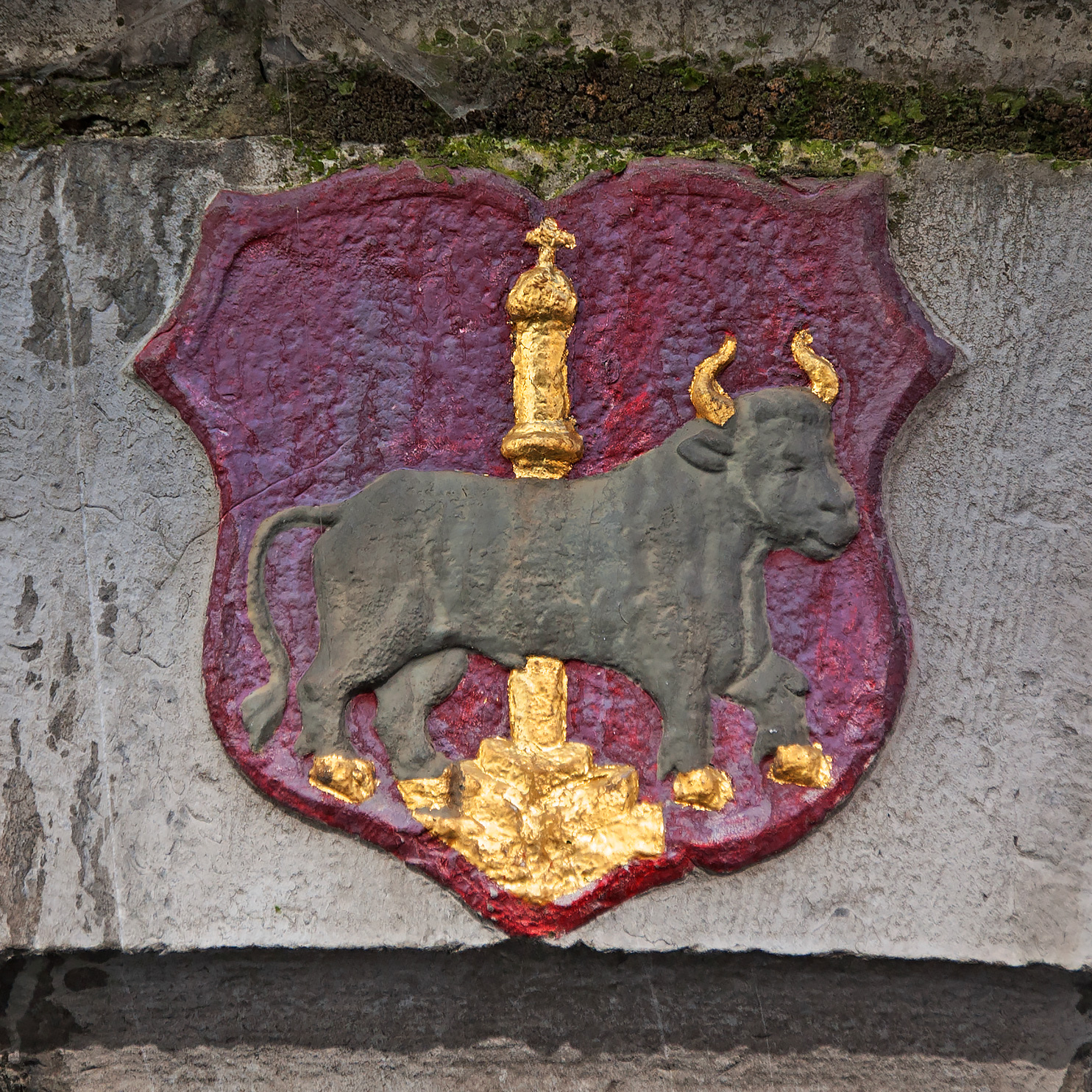
L'escut dels carnissers damunt una porta de la Halle aux Viandes de Lieja
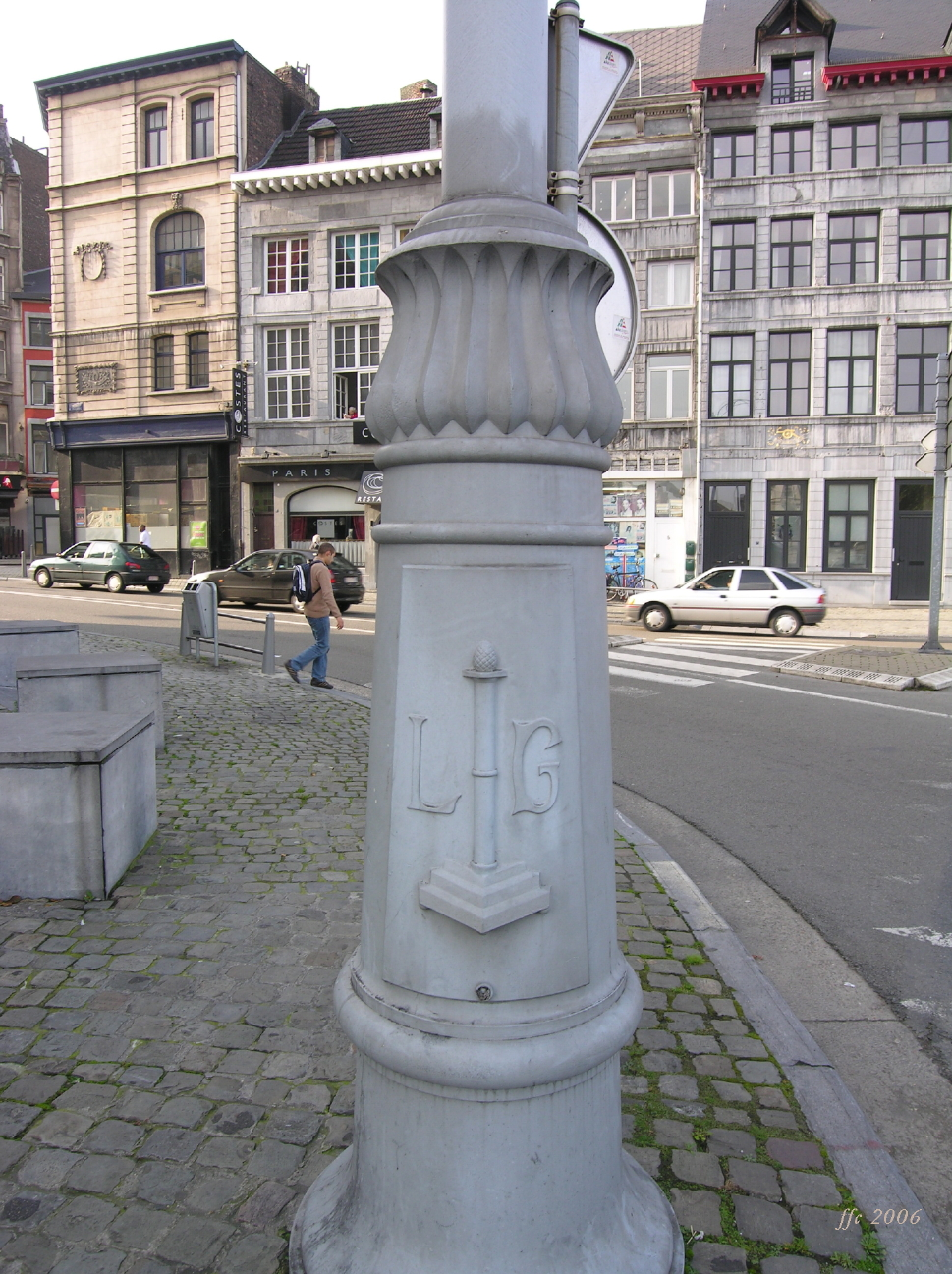
Pal de fanal modern amb el perron i el globus sense creu (Lieja, Quai de la Goffe)